# Cerkiew św. Tatiany Rzymianki w Warszawie
Cerkiew św. Tatiany Rzymianki – prawosławna cerkiew domowa umieszczona w budynku Pałacu Staszica w Warszawie po jego przebudowie w stylu bizantyjsko-rosyjskim w latach 90. XIX wieku. Istniała do 1924, kiedy w toku przebudowy przeprowadzonej przez Mariana Lalewicza został przywrócony dawny wygląd budynku. 

## Historia
Pomysłodawcą przebudowy Pałacu Staszica w stylu bizantyjsko-rosyjskim był Aleksandr Apuchtin. Chciał on tym samym nawiązać do istnienia na miejscu pałacu Kaplicy Moskiewskiej – miejsca pochówku cara Wasyla Szujskiego, jego brata Dymitra oraz jego żony, wielkiej księżny Katarzyny (kaplicy rozebranej po 1648, kiedy szczątki pochowanych zostały zwrócone Rosji razem z tablicą ku ich czci). Już cesarz Aleksander I pragnął wznieść na tym miejscu cerkiew. Ten plan ostatecznie nie został zrealizowany. 
Przebudowa Pałacu Staszica, mieszczącego od 1862 gimnazjum męskie, miała również cel polityczny – widok prawosławnej świątyni wykonanej w tradycyjnym stylu nawiązującym do cerkwi Moskwy lub Rostowa miał wzmacniać uczucia patriotyczne rosyjskich uczniów gimnazjum i stanowić pomnik rosyjskiej potęgi. W 1891 został zawiązany komitet budowy cerkwi z dyrektorem gimnazjum Stefanowiczem na czele. Architektem był Władimir Pokrowski. Pierwszy projekt, sporządzony przez A. Prachowa, nie został zaakceptowany, przyjęto drugi – Pokrowskiego mimo kontrowersji, jakie wywołał w Komitecie Technicznym Ministerstwa Spraw Wewnętrznych Imperium Rosyjskiego. 2 grudnia 1893 formalnie zaakceptował go cesarz Aleksander III. 
Prace nad przebudową Pałacu Staszica były już wtedy w toku (rozpoczęto je w lutym 1892) i trwały do 1895. 29 października tego roku metropolita chełmsko-warszawski Flawian (Gorodiecki) poświęcił krzyż wieńczący budynek, którego kopuły celowo wzniesiono na wysokość wyższą niż wieże sąsiadującego rzymskokatolickiego kościoła Świętego Krzyża. W 1897 wzniesiono dzwonnicę, na której zawieszono 10 dzwonów. 22 sierpnia budowę odwiedził, w czasie swojej wizyty w Warszawie, cesarz Mikołaj II razem z żoną Aleksandrą. 
Przebudowa Pałacu Staszica spotkała się z nieprzychylną reakcją Polaków. Budynek w nowej formie porównywano do „kawiarni tureckiej” i „gdańskiego pieca”, wyraźnie odczytywano również propagandowy cel całej inwestycji.

## Architektura
Cerkiew wpisywała się w pierwotny, klasycystyczny plan Pałacu Staszica. Jedynie oryginalna kopuła została zastąpiona nową, cebulastą, zaś na poziomie parteru wykuto dwa kwadratowe okna. Główne zmiany dotyczyły nowej dekoracji zewnętrznej – fasadę budynku pokryto kolorową cegłą, z której wykonano szereg starannie rzeźbionych ornamentów. We wnętrzu dokonano przebudowy pierwotnej sali posiedzeń, która stała się pomieszczeniem cerkiewnym, oraz zmieniono układ klatki schodowej. 
Cerkiew św. Tatiany miała trzy ołtarze, poświęcone patronce cerkwi, świętym Cyrylowi i Metodemu oraz świętemu Mikołajowi Cudotwórcy. Ikonostas w cerkwi wykonał Szutow, twórca działający w Petersburgu, ikony napisali R. Swiadomski i Rasponin. 